# 445 Edna
445 Edna eller 1899 EX är en asteroid i huvudbältet, som upptäcktes 2 oktober 1899 av den amerikanske astronomen Edwin Foster Coddington. Den är uppkallad eftr Julius F. Stones fru Edna.
Asteroiden har en diameter på ungefär 87 kilometer.